# نجيب عربيلي
نجيب عربيلي هو ناشر سوري أسس مع أخيه إبراهيم عربيلي صحيفة كوكب أميركا وهي أول صحيفة باللغة العربية صدرت في أمريكا الشمالية.